# Fundulea
Fundulea ist eine Stadt im Kreis Călărași in der Region Walachei in Rumänien.

## Lage

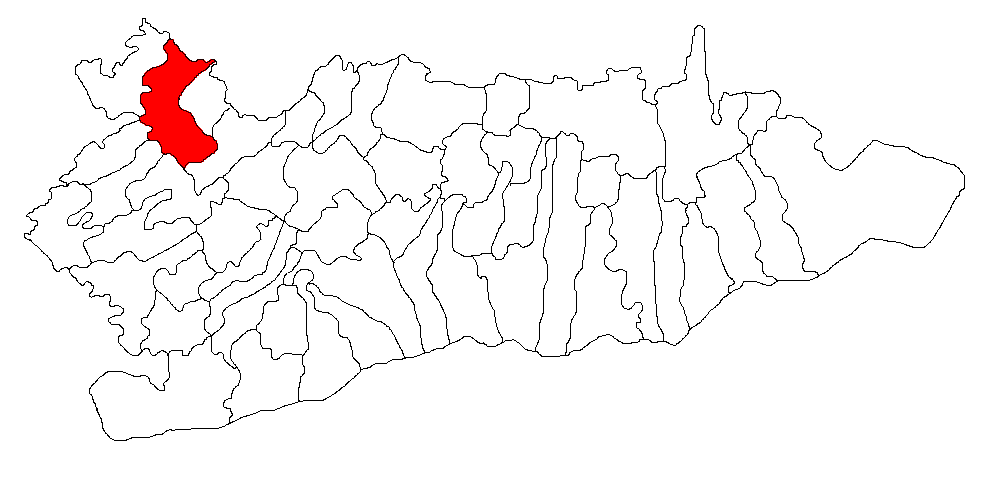
Lage von Fundulea im Kreis Călărași

Fundulea liegt in der Großen Walachei 35 km östlich der Landeshauptstadt Bukarest, am Oberlauf des Flusses Mostiștea. Die Kreishauptstadt Călărași befindet sich etwa 75 km südöstlich.

## Geschichte
Die erste urkundliche Erwähnung der Ortschaft erfolgte 1778, die des heute eingemeindeten Ortes Gostilele bereits 1583. Fundulea war lange landwirtschaftlich geprägt. Im 19. Jahrhundert siedelten sich Bulgaren an, die sich in recht kurzer Zeit assimilierten.
Unter der Bezeichnung Fundule wird der Ort in den historischen und geografischen Memoiren über die Walachei von General Bauer 1778 in Leipzig in Memoires Historiques et Geographiques sur la Valachie erwähnt. In einer früheren Karte wird Fundulea vom Kartografen J. F. Schmidio unter der Bezeichnung Fondele vermerkt.
In den 1920er Jahren besaß der Dichter Mateiu Caragiale ein Gut in Fundulea. Nach Ende des Zweiten Weltkrieges wurde Fundulea Standort des Instituts für landwirtschaftliche Forschung und Entwicklung (INDCA).
1989 wurde Fundulea zur Stadt ernannt. Die wichtigsten Wirtschaftszweige sind die Landwirtschaft sowie die Chemieindustrie.

## Bevölkerung
1930 lebten auf dem Gebiet der heutigen Stadt etwa 2800 Menschen. Bei der Volkszählung 2002 wurden in der Stadt 6691 Einwohner gezählt, darunter 6192 Rumänen und 497 Roma.

## Verkehr
Fundulea liegt an der Bahnstrecke von Bukarest nach Constanța. In beide Richtungen verkehren derzeit (2009) etwa fünf Nahverkehrszüge täglich; Schnellzüge halten im Bahnhof Fundulea nicht. Südlich der Stadt verlaufen die Autobahn A2 und die Nationalstraße 3 von Bukarest nach Constanța. Es bestehen regelmäßige Busverbindungen nach Bukarest und Călărași.

## Sehenswürdigkeiten
- Naherholungsgebiet am See Lacul Fundulea

## Geboren in Fundulea
- Mircea Nedelciu (1950–1999), Schriftsteller[10]
- Gabriel Oprea (* 1961), rumänischer Innenminister 2008–2009[11]